# Курусима-Кайкё
Курусима-Кайкё (яп. 来島海峡 курусима-кайкё:, «пролив Курусима») — пролив между островами Сикоку и Осима, соединяет плёсы Хиути-Нада и Ицуки-Нада Внутреннего Японского моря.
Является частью важного транспортного маршрута — в день через пролив могут проходить до 1500 судов. Пролив сложен для навигации, приливные течения в нём могут достигать скорости 10 узлов (18,5 км/ч), что приводит к многочисленным происшествиям. По сложности рельефа и плавания известен в Японии наряду с проливами Наруто и Каммон.
В проливе есть три прохода — средний проход между островами Ума-сима (馬島) и Накато-дзима (中渡島) шириной 450 м, западный проход между островами Кодзима (小島) и Ума-сима шириной 870 м и восточный проход между островами Муси-дзима (武志島) и Осима шириной 600 м. Движение судов одностороннее и осуществляется через два первых прохода.
С 1999 года через пролив перекинут мост Курусима-Кайкё.